# 松本洗耳
松本 洗耳（まつもと せんじ、明治2年（1869年）‐ 明治39年（1906年））は明治時代に活躍した日本の版画家、挿絵画家、口絵画家。

## 来歴
富岡永洗の門人。通称は政吉。洗耳、麗陽と号す。埼玉県に生まれており、永洗に師事、挿絵画家として活躍している。『都新聞』に入社して永洗が一面を描き、洗耳が三面を描いていたといわれる。主に伊原青々園、広津柳浪の小説の木版口絵を描いている。挿絵画家の常として口絵の場合にも署名を入れていないものが多くみられる。洗耳は将来を嘱望されていたが、永洗が没した翌年に没している。

## 作品
- 「自転車お玉」前後　口絵　伊原青々園作　金槙堂版　明治34年（1901年）
- 「為朝重太郎」前後　口絵　伊原青々園作　駸々堂版　明治35年（1902年）
- 「後の為朝」前後　口絵　伊原青々園作　駸々堂版　明治35年（1902年）
- 「強盗士官」前中後　口絵　伊原青々園作　金槙堂版　明治35年（1902年）
- 「柳さくら」　口絵　広津柳浪作　駸々堂版　明治37年（1904年）